# Stanton (Califòrnia)
Stanton és una població dels Estats Units a l'estat de Califòrnia. Segons el cens del 2000 tenia 37.403 habitants.

## Demografia
Segons el cens del 2000, Stanton tenia 37.403 habitants, 10.767 habitatges, i 7.806 famílies. La densitat de població era de 4.628,6 habitants/km².
Dels 10.767 habitatges en un 41,8% hi vivien nens de menys de 18 anys, en un 50,2% hi vivien parelles casades, en un 14,8% dones solteres, i en un 27,5% no eren unitats familiars. En el 21,5% dels habitatges hi vivien persones soles el 9,3% de les quals corresponia a persones de 65 anys o més que vivien soles. El nombre mitjà de persones vivint en cada habitatge era de 3,43 i el nombre mitjà de persones que vivien en cada família era de 3,93.
Per edats la població es repartia de la següent manera: un 30,4% tenia menys de 18 anys, un 10,5% entre 18 i 24, un 33,3% entre 25 i 44, un 16,2% de 45 a 60 i un 9,6% 65 anys o més.
L'edat mediana era de 30 anys. Per cada 100 dones de 18 o més anys hi havia 99,1 homes.
La renda mediana per habitatge era de 39.127 $ i la renda mediana per família de 40.162 $. Els homes tenien una renda mediana de 27.644 $ mentre que les dones 25.995 $. La renda per capita de la població era de 14.197 $. Entorn del 13,4% de les famílies i el 18% de la població estaven per davall del llindar de pobresa.

## Poblacions més properes
El següent diagrama mostra les poblacions més properes.